# لوئیس گای
لوئیس گای (انگلیسی: Lewis Guy؛ زادهٔ ۲۲ اوت ۱۹۸۵) بازیکن فوتبال اهل بریتانیا است.
از باشگاه‌هایی که در آن بازی کرده‌است می‌توان به باشگاه فوتبال دونکستر راورز، باشگاه فوتبال اولدهام اتلتیک، باشگاه فوتبال هارتل پول یونایتد، باشگاه فوتبال سنت میرن، باشگاه فوتبال بارو، باشگاه فوتبال گیتزهد، باشگاه فوتبال آکسفورد یونایتد، باشگاه فوتبال چورلی، باشگاه فوتبال کارلایل یونایتد، باشگاه فوتبال میلتون کینز دونز، و باشگاه فوتبال نیوکاسل یونایتد اشاره کرد.